# Xen canh

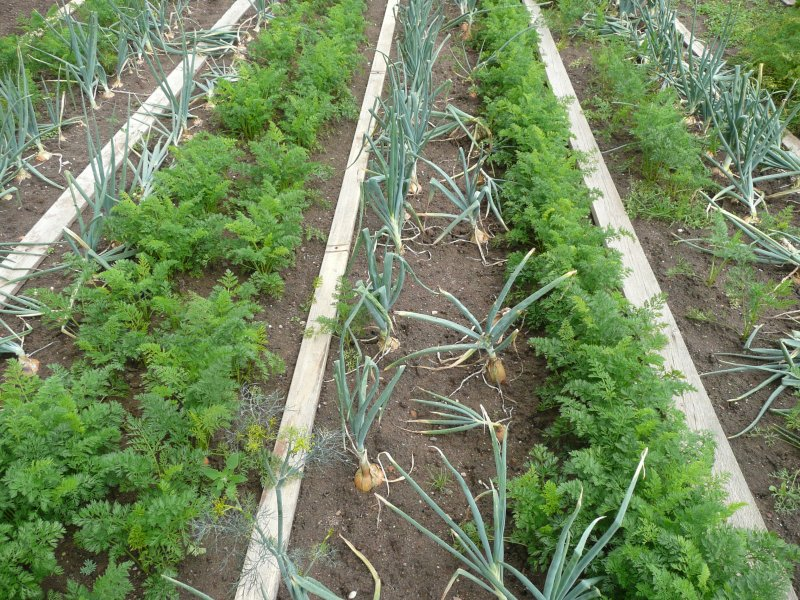
Trồng xen canh cà rốt và hành tây. Mùi hành tây xua đuổi ruồi gây hại cà rốt, trong khi mùi của cà rốt xua đuổi ruồi gây hại hành tây.

Xen canh là hệ thống trồng xen hai hay nhiều loài cây trồng trên một đơn vị diện tích đồng ruộng. Mục đích là để đạt sản lượng cao thông qua việc sử dụng hợp lý các nguồn lợi tự nhiên mà hệ thống cây trồng độc canh không đạt được.
Xen canh trong làm vườn và nông nghiệp là việc trồng trọt các loại cây trồng khác nhau ở gần nhau vì nhiều lý do trong đó bao gồm các lý do nhằm kiểm soát sâu bệnh, thụ phấn, cung cấp môi trường sống cho côn trùng có ích, sử dụng tối đa không gian và để làm tăng năng suất cây trồng. Xen canh là một hình thức đa canh.
Xen canh được áp dụng bởi nông dân và người làm vườn ở cả các nước công nghiệp phát triển và các nước đang phát triển vì nhiều lý do. Nhiều nguyên tắc hiện nay của việc trồng cây xen canh đã áp dụng từ nhiều thế kỷ trước trong các vườn rừng ở châu Á, và hàng nghìn năm trước ở vùng Mesoamerica.

## Lịch sử
Ở Trung Quốc, bèo hoa dâu (Azolla spp.) đã được trồng nông nghiệp ít nhất một nghìn năm qua dưới vai trò là cây xen canh với cây lúa. Chúng là loài cây sinh sống của một loại vi khuẩn lam có chức năng cố định nitơ trong bầu khí quyển, đồng thời giúp chặn ánh sáng chiếu đến các cây trồng cạnh tranh với lúa.
Việc canh tác xen canh đã được các dân tộc bản địa ở châu Mỹ thực hành trong nông nghiệp dưới nhiều hình thức khác nhau trước khi người châu Âu đặt chân đến châu lục này. Các dân tộc này đã thuần hóa bí ngòi cách đây từ 8.000 đến 10.000 năm, sau đó là ngô, rồi đến các loại đậu que, hình thành nên kỹ thuật nông nghiệp bộ ba cây trồng. Cây ngô được dùng như một giàn leo cho cây đậu có thể leo, trong khi đó đậu cố định đạm, có lợi cho cây ngô và lá rộng của cây bí mang lại nhiều bóng mát giúp đất giữ ẩm và màu mỡ.

## Áp dụng nông nghiệp
Bắt đầu từ khoảng những năm 1920, nông nghiệp hữu cơ và làm vườn hữu cơ đã thường xuyên áp dụng canh tác xen canh do nhiều phương pháp bón phân, triệt cỏ dại và kiểm soát sâu bệnh khác bị cấm thực hiện.
Số lượng cây trồng xen canh được sử dụng trong các hệ thống xen canh rất lớn, bao gồm các loại rau, cây ăn quả, cây trồng nhà bếp, hoa vườn và cây trồng thức ăn gia súc. Số lượng các loài bao gồm cả những loài có tương tác tích cực (các cặp loài hỗ trợ lẫn nhau) và tiêu cực (các loài cây tốt nhất không được trồng với nhau) cũng rất lớn. Kết luận cho các cặp tương tác này đến từ các thí nghiệm được kiểm soát và cả những phương pháp dân gian được lưu truyền. Ví dụ, các cây trồng thuộc họ bắp cải (Brassicaceae) phát triển tốt khi xen canh với cần tây, các cây thuộc chi hành (Allium) và các loại rau thơm, nhưng tốt nhất chúng không nên được trồng xen canh với dâu tây hoặc cà chua.

## Cơ chế
Hoạt động trồng xen canh có thể thực hiện thông qua nhiều cơ chế, đôi khi có thể kết hợp nhiều cơ chế với nhau. Chúng bao gồm kiểm soát dịch hại, thụ phấn, cung cấp môi trường sống cho côn trùng có ích và sử dụng tối đa không gian; tất cả những cơ chế này đều có thể giúp tăng năng suất cây trồng.

### Cung cấp chất dinh dưỡng

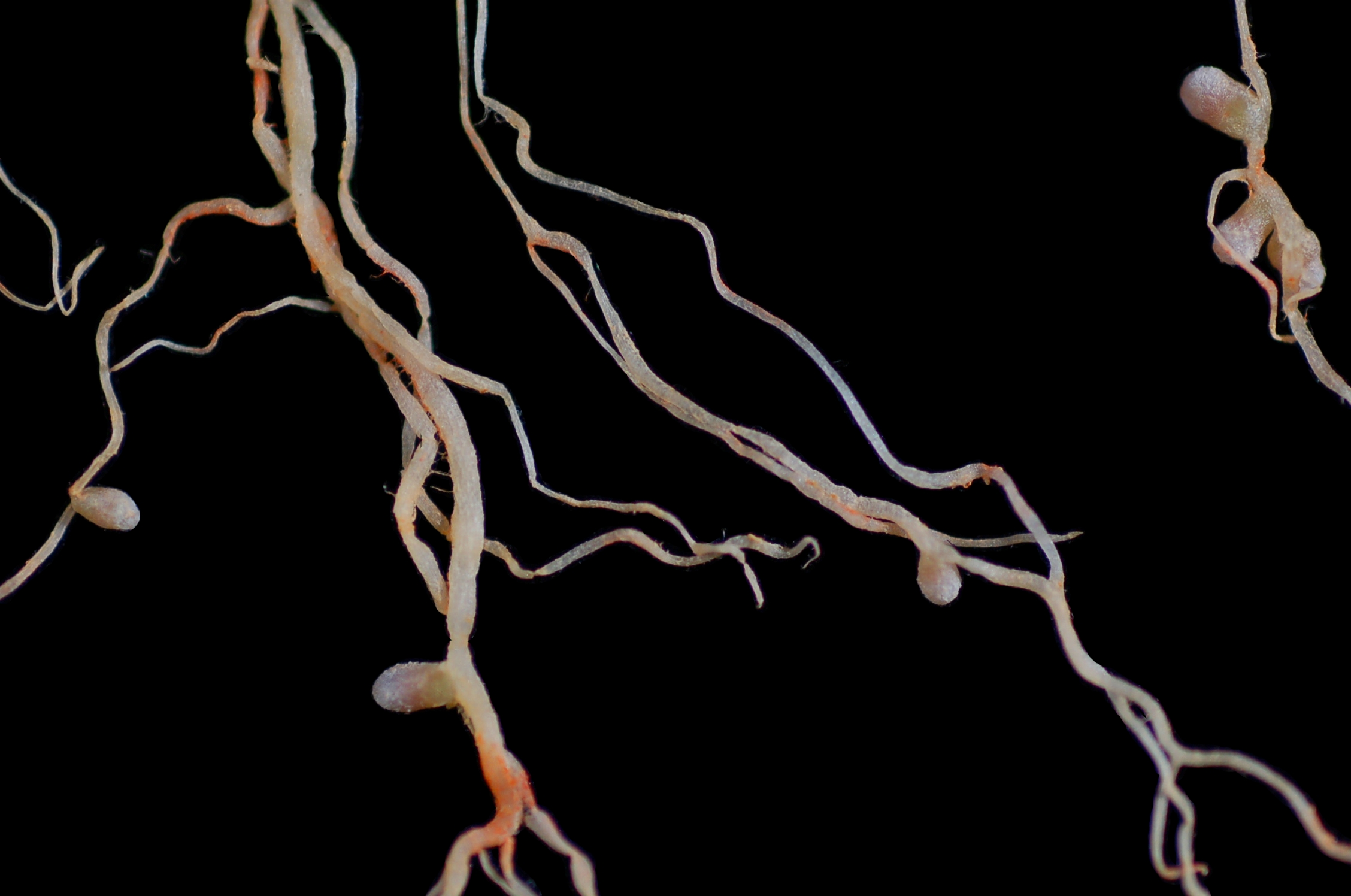
Các nốt sần ở rễ cây họ đậu giúp cố định nitơ, hỗ trợ cho sự phát triển của các cây trồng gần đó.

Các cây họ đậu như cỏ ba lá cung cấp các hợp chất nitơ cho những cây trồng xung quanh bằng cách cố định nitơ từ không khí cùng với vi khuẩn cộng sinh trong nốt sần ở rễ của chúng. Điều này cho phép cỏ hoặc các cây trồng lân cận khác sản sinh ra nhiều protein hơn và nhờ đó phát triển mạnh hơn.

### Cây trồng để bẫy
Cây trồng để bẫy (trap crop) là các loại cây thay thế được sử dụng để thu hút sâu bệnh ra khỏi cây trồng chính. Ví dụ như cây sen cạn (Tropaeolum majus) là cây thức ăn của một số loài sâu bướm, chúng ăn chủ yếu các loài trong họ bắp cải; một số nhà vườn nông nghiệp tuyên bố rằng trồng loại cây này xung quanh cây cải sẽ giúp bảo vệ cây lương thực chính khỏi bị hư hại, vì trứng của sâu bệnh được ưu tiên đẻ trên cây sen cạn. Tuy nhiên, trong khi nhiều loại cây trồng để bẫy giúp chuyển sâu hại khỏi cây trồng tiêu điểm trong các thí nghiệm nhà kính, vườn và ruộng quy mô nhỏ, thì chỉ có một phần nhỏ của những loại cây này làm giảm thiệt hại do sâu bệnh ở quy mô sản xuất thương mại lớn hơn.

### Gây gián đoạn việc tìm kiếm cây trồng chủ
Sâu bọ bay sẽ ít gây hại hơn nếu cây trồng chủ mà chúng gây hại bị bao quanh bởi các cây trồng khác hoặc thậm chí "cây mồi" có màu xanh lục. Sâu bọ tìm vật chủ theo từng giai đoạn, đầu tiên phát hiện mùi thực vật khiến nó cố gắng đậu lên cây chủ, tránh đất trống. Nếu cây bị cô lập, thì sâu bọ chỉ cần đáp xuống bất kỳ mảng xanh nào ở gần nơi có mùi, thực hiện một "cuộc hạ cánh thích hợp". Nếu nó phát hiện thấy mình đang đậu lầm trên một cây trồng khác, nhận ra một cuộc "hạ cánh không thích hợp", nó sẽ cất cánh và bay đến một cây khác; cuối cùng nó sẽ rời khỏi khu vực nếu có quá nhiều cuộc đổ bộ "không phù hợp". Việc trồng xen canh cỏ ba lá thường được áp dụng do lớp phủ của cỏ ba lá trên mặt đất làm giảm tác động của 8 loài sâu bệnh từ 4 bộ côn trùng khác nhau. Trong một thử nghiệm, 36% ruồi rễ bắp cải đẻ trứng trên đất trống bên cạnh bắp cải (phá hoại mùa màng), so với chỉ 7% đẻ trứng bên cạnh bắp cải mọc trong cỏ ba lá (cho phép một vụ mùa tốt). Những mồi nhử đơn giản bằng bìa cứng màu xanh lá cây cũng có tác dụng tốt tương tự như lớp phủ mặt đất.

### Ngăn chặn dịch hại
Một số cây xen canh giúp ngăn chặn côn trùng gây hại hoặc nấm bệnh gây hại cho cây trồng thông qua các biện pháp hóa học. Ví dụ, mùi của tán lá cúc vạn thọ được cho là có thể ngăn rệp ăn các cây lân cận. Một nghiên cứu vào năm 2005 cho thấy rằng chất dầu bay hơi chiết xuất từ cúc vạn thọ Mexico thông qua phương pháp chưng cất chân không giúp làm giảm khả năng sinh sản của ba loài rệp (rệp đậu, rệp muội và rệp vảy cáo) tới 100% sau 5 ngày kể từ khi tiếp xúc. Một ví dụ khác vốn quen thuộc với những người làm vườn là sự tương tác lẫn nhau của hành tây và cà rốt với các loài gây hại: mùi hành tây xua đuổi ruồi củ cà rốt, trong khi mùi cà rốt xua đuổi ruồi hành tây.

### Thu hút động vật săn mồi
Các cây xen canh tạo ra lượng dồi dào mật hoa hoặc phấn hoa trong vườn rau (Thực vật ăn côn trùng) có thể giúp khuyến khích số lượng côn trùng có ích cao hơn để kiểm soát dịch hại.

### Nơi trú ẩn bảo vệ

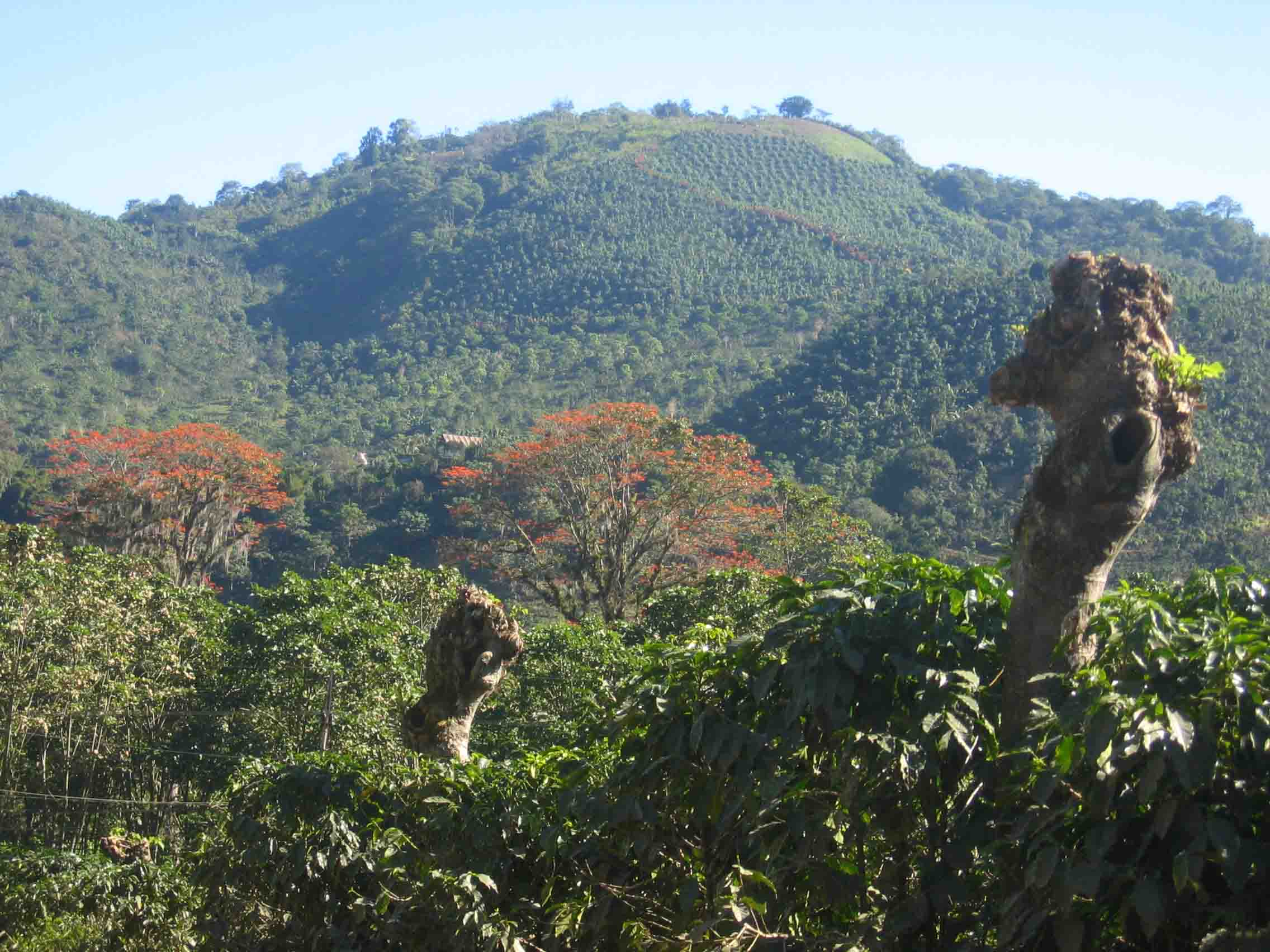
Đồn điền cà phê trồng trong bóng râm ở Costa Rica. Những cây màu đỏ trong ảnh cung cấp bóng râm; những cây ở phía trước đã được cắt tỉa để có thể tiếp xúc hoàn toàn với ánh nắng mặt trời.

Một số loại cây trồng được trồng dưới sự che chở bảo vệ của các loại cây khác nhau, dù để chắn gió hay lấy bóng râm. Ví dụ, các loại cà phê được canh tác trong bóng râm, đặc biệt là Coffea arabica theo truyền thống, được trồng dưới bóng râm mát do các cây phân tán có tán mỏng tạo ra, cho phép ánh sáng xuyên qua bụi lá cà phê nhưng bảo vệ chúng khỏi nhiệt quá nóng. Các loài cây châu Á trồng phù hợp bao gồm Erythrina subumbrans (tton tong hoặc dadap), Gliricidia sepium (khae falang), Cassia siamea (muồng đen), Melia azedarach (xoan), và Paulownia tomentosa (hông lông) một loại cây gỗ hữu ích.

## Phương pháp tiếp cận
Các phương pháp trồng xen canh đang được sử dụng hoặc đang trong quá trình thử nghiệm bao gồm:
- Làm vườn bằng ô vuông cố gắng bảo vệ cây trồng khỏi các vấn đề như sự gây hại của cỏ dại bằng cách đóng thùng chúng trong các ô đất trồng càng gần nhau càng tốt. Điều này được tạo điều kiện thuận lợi bằng cách sử dụng các cây xen canh, chúng có thể đặt ở gần nhau hơn bình thường.[30]
- Làm vườn trong rừng, nơi các cây xen canh được trồng xen kẽ để mô phỏng một hệ sinh thái, tranh đua tương tác của các loài cây trên các độ cao lên đến bảy độ cao khác nhau trong một vùng rừng.[31]